# Geraldine Sherman

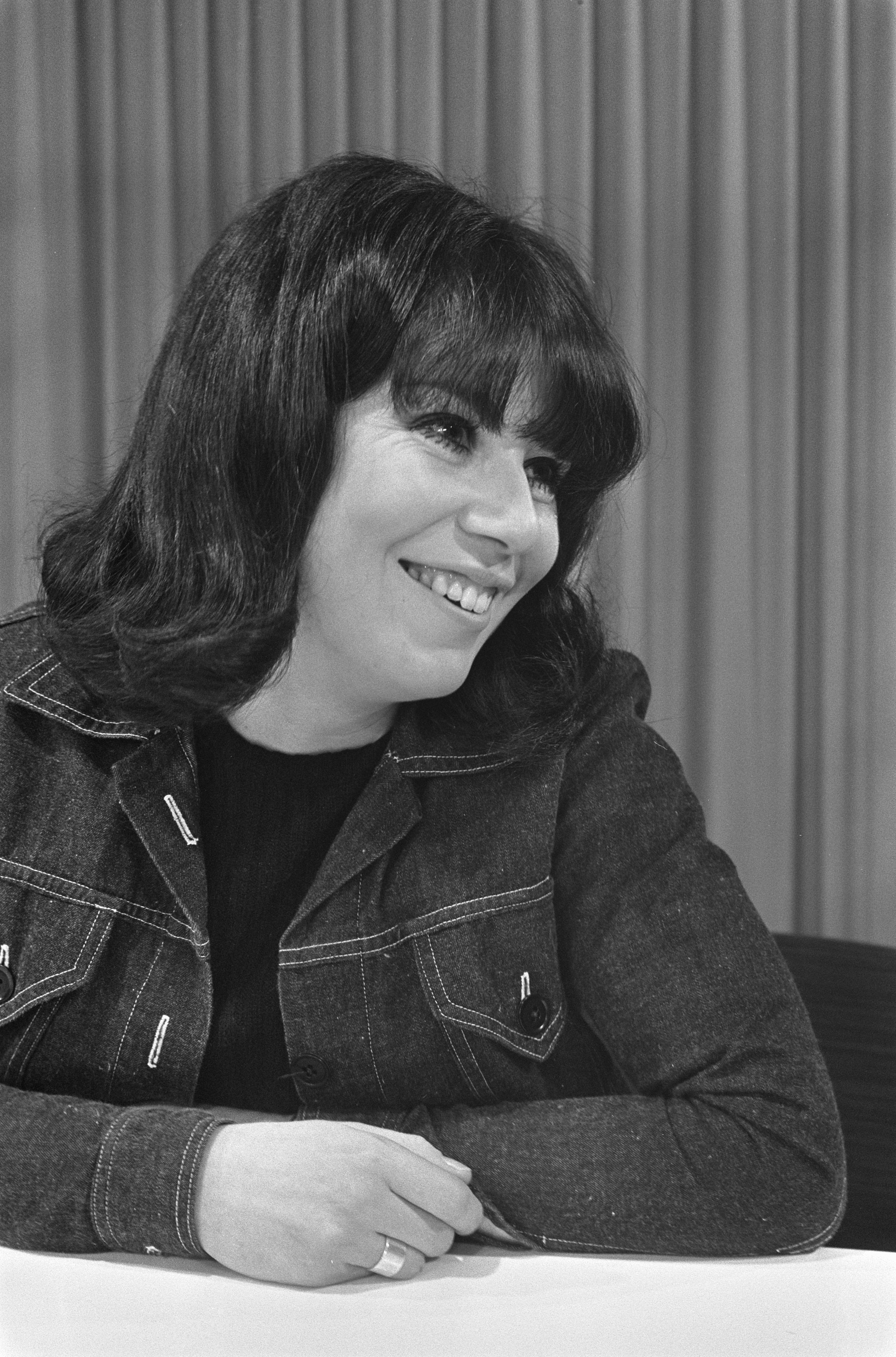
Geraldine Sherman (1968)

Geraldine Sherman (* 20. Oktober 1944 als Geraldine Judith Schoenmann in Staines-upon-Thames, England) ist eine britische Schauspielerin.

## Leben
Sherman wuchs als Tochter deutschstämmiger, jüdischer Flüchtlinge in einem Waisenhaus in Shenfield, Essex auf. Erst im Alter von 11 Jahren kehrte sie zu ihren Eltern zurück, die sie mit 17 Jahren wieder verließ, um sich einer Theatergruppe anzuschließen. In ihrer Zeit als Theaterschauspielerin arbeitete sie unter anderem unter Ken Loach und Ken Russell, zudem war sie zwischen Mitte der 1960er bis Anfang der 1970er Jahre in zahlreichen britischen Filmproduktionen und Fernsehserien zu sehen. Zumeist handelte es sich um kleinere Nebenrollen, beziehungsweise Episodenrollen.
1970 machte sie Urlaub in New York City, wo sie Jamie Hammerstein, den jüngsten Sohn von Oscar Hammerstein, kennenlernte und später heiratete. Der gemeinsame Sohn Simon wurde 1977 geboren. Nach dem Tod ihres Mannes 1999 übernahm sie die Leitung seiner Produktionsfirma James Hammerstein Productions Ltd. Als Dena Hammerstein produziert sie seither am Broadway.

## Filmografie (Auswahl)

### Film
- 1964: Yeah! Yeah! Yeah! (A Hard Day’s Night)
- 1967: Poor Cow – Geküßt und geschlagen (Poor Cow)
- 1968: Die Todesfalle (Deadfall)
- 1968: Hausfreunde sind auch Menschen (The Bliss of Mrs. Blossom)
- 1968: Zwischenspiel (Interlude)
- 1970: Ein Mädchen in der Suppe (There's a Girl in My Soup)
- 1971: Jack rechnet ab (Get Carter)
- 1971: Mr. Forbush and the Penguins
- 1994: Thin Ice
- 1997: Bent

### Fernsehen
- 1966: King of the River
- 1966: Task Force Police (Softly Softly)
- 1967: Bis daß der Tod euch scheidet (Till Death Us Do Part)
- 1967: Die Forsyte-Saga (The Forsyte Saga)
- 1969: Spezialauftrag (Strange Report)
- 1971: Doomwatch
- 1982: Die Profis (The Professionals)
- 1996: Soldier Soldier

## Broadway
- 2009–2010: The Seagull
- 2010: Superior Donuts
- 2015: Enron
- 2015: Honeymoon in Vegas